# テングバナ
テングバナ（天狗花、学名：Holmskioldia sanguinea）はシソ科テングバナ属の半つる性常緑低木。クロンキスト体系ではクマツヅラ科とされていた。和名は開花直前の筒状の花冠を天狗の鼻に見立てたものとされる。属名はデンマークの植物学者テオドア・ホルムスキヨルへの献名。

## 特徴
高さ2–5 m。枝は長く垂れる。葉は楕円形～卵形～三角形で長さ4–13 cm、鋸歯縁で対生し、葉先は伸びて尖る。葉柄は2 cmほど。花は茎頂近くの葉腋につく。萼は径2–3 cmの皿状で、中心から赤～橙色で筒状の花冠が突き出る。花冠の先端は5裂し、さらに上下に分かれ、唇型になる。下側の1裂片が大きく伸びる。花冠と萼が同色のものが多い。開花期は冬（12月）～春（2月）。果実は茶色で径8 mm。

## 分布と生育環境
ヒマラヤ～インド原産。
テングバナ属Holmskioldiaは以前は10種ほどを含んでいたが、多くはKaromia属へ分かれ、現在ではヒマラヤに原生するテングバナ1種だけとなった。

## 利用
植物園では温室へ植栽される。冬越しには最低15℃以上が必要とも、5℃以上ともされる。沖縄県内では公園樹や庭植えにされる。樹高が低い矮性品種もある。植栽は日当たりの良い場所が望ましい。枝が長く伸びるので、切り戻し剪定で側枝を出させ樹形を整える。寒さにあうと葉が傷み落葉することがある。挿し木、取り木、実生で繁殖可能。

## ギャラリー
名古屋市 東山動植物園
- 植栽
- 花は葉腋につく

沖縄県名護市
- 植栽
- 花
- 花筒下部の伸長

（Wikimedia Commonsより）
- 黄花